# Далечна земя
„Далечна земя“ (на английски: The Far Country) е уестърн на режисьора Антъни Ман, която излиза на екран през 1954 година.

## Сюжет
Далечната земя от заглавието е Аляска. Историята е за суровия каубой Джеф Уебстър и помощникът му Бен Тейтъм – забавен стар чешит. Джеф и Бен трябва да закарат стадото си в Канада, където могат да получат добра цена на глава добитък. Когато пристигат в Скагуей, Ганън - корумпираният шериф на градчето, отмъква животните им. Наглостта му стига дотам, че той дори убива беззащитния Бен. Впечатляващите места из Юкон, където е сниман филмът, както и завладяващата игра на Джеймс Стюарт, издигат този уестърн далеч над средното ниво.

## В ролите
| Актьор          | Роля             |
| --------------- | ---------------- |
| Джеймс Стюарт   | Джеф Уебстър     |
| Рут Роман       | Ронда Касъл      |
| Корин Калвет    | Рене Валон       |
| Уолтър Бренан   | Бен Тейтъм       |
| Джон Макинтайър | Съдия Ганън      |
| Джей С. Флипен  | Шериф Руби Морис |
| Хари Морган     | Кетчъм           |
| Стив Броуди     | Айвс             |